# Homem-Formiga (filme)
Ant-Man (bra/prt: Homem-Formiga) é um filme estadunidense de super-herói de 2015 baseado nos personagens da Marvel Comics de mesmo nome: Scott Lang e Hank Pym. É o décimo segundo filme do Universo Cinematográfico Marvel e o primeiro filme solo do herói. O filme foi dirigido por Peyton Reed, com um roteiro de Edgar Wright & Joe Cornish e Adam McKay & Paul Rudd, e estrelado por Rudd, Evangeline Lilly, Corey Stoll, Bobby Cannavale, Michael Peña, Tip "T.I." Harris, Anthony Mackie, Wood Harris, Judy Greer, David Dastmalchian e Michael Douglas. Em Homem-Formiga, Lang tem que ajudar a defender a tecnologia de contração de Homem-Formiga de Pym e traçar um assalto com ramificações em todo o mundo.
O desenvolvimento de Homem-Formiga começou em abril de 2006, com a contratação de Wright para dirigir e coescrever com Cornish. Em abril de 2011, Wright e Cornish completaram três rascunhos do roteiro e Wright filmou imagens de teste para o filme em julho de 2012. A pré-produção começou em outubro de 2013, depois de ser colocada em espera para que Wright pudesse completar The World's End. Escolha de elenco começou em dezembro de 2013, com a contratação de Rudd para interpretar Lang. Em maio de 2014, Wright deixou o projeto, citando diferenças criativas, embora ele ainda recebesse créditos de roteiro e história com Cornish, assim como um crédito de produtor executivo. No mês seguinte, Reed foi trazido para substituir Wright, enquanto McKay foi contratado para contribuir para o roteiro com Rudd. A fotografia principal ocorreu entre agosto e dezembro de 2014 em São Francisco e Atlanta.
Homem-Formiga realizou sua estreia mundial em Los Angeles em 29 de junho de 2015, e foi lançado na América do Norte em 17 de julho de 2015, em 3D e IMAX 3D. Após o seu lançamento, o filme arrecadou mais de 519 milhões de dólares em todo o mundo e recebeu críticas positivas dos críticos, que geralmente congratulou-se com as aposta menores do filme do que os filmes anteriores do UCM, assim como seu elenco, humor e sequências de CGI. A continuação, Homem-Formiga e a Vespa, foi lançada em 2018. O terceiro filme da franquia, Homem-Formiga e a Vespa: Quantumania, foi lançado em julho de 2023.

## Enredo
Em 1989, o Homem-Formiga original, Hank Pym, demite-se da S.H.I.E.L.D. depois de descobrir que a organização tentou duplicar sua tecnologia de encolhimento que faz com que o Homem-Formiga seja possível; Pym acredita que a tecnologia é perigosa e decide escondê-la em segredo.
Nos dias atuais, Scott Lang foi libertado da Prisão de San Quentin depois de cumprir três anos, por roubar de seu antigo empregador. Ele reencontra seu velho companheiro de cela, Luis, que o apresenta a Dave e Kurt. Luis tenta oferecer um "trabalho" a Lang, mas Lang não pretende continuar a viver essa vida. Lang visita a casa de sua ex-mulher, Maggie, para a festa de aniversário de sua filha, Cassie, onde ele descobre que Maggie está noiva de um policial, Paxton.
Enquanto isso, Pym faz uma visita à sua antiga empresa, Pym Technologies, onde o atual presidente e antigo pupilo de Pym, Darren Cross revela o Jaqueta Amarela, um traje experimental que encolhe de tamanho e que Cross acredita irá revolucionar a guerra e a espionagem. Como ainda está em fase experimental, a tecnologia do Jaqueta Amarela não consegue encolher com segurança criaturas vivas, mas, mesmo assim, isso deixa Pym aterrorizado.
Lang consegue emprego em uma sorveteria, porém, logo perde o emprego por causa de sua ficha criminal. Então ele relutantemente concorda em voltar para o crime. Lang invade a casa de um milionário aposentado e arromba o cofre no porão, mas não encontra nada, somente uma roupa e um capacete que ele carrega para casa. Ele tenta descobrir para que serve a roupa e, acidentalmente, pressiona um botão que o faz encolher ao tamanho de um inseto. Aterrorizado com a experiência, retorna para a casa do milionário e devolve o traje. Mas, ao sair da casa, é surpreendido pela polícia e preso. Pym encontra Lang na delegacia e leva até ele o traje para ajudá-lo a escapar.
Lang acorda na casa de Pym, onde ele conhece a filha de Pym, Hope Van Dyne, uma executiva da Pym Technologies. Pym revela que ele manipulou Lang para roubar o traje, e quer que Lang se torne o novo Homem-Formiga para roubar a roupa do Jaqueta Amarela de Cross. Pym e Hope treinam Lang para lutar e controlar as formigas. Logo após Pym planeja um ataque na sede dos Vingadores no interior de Nova York, para recuperar um dos equipamentos dele. Lá, Lang entra  em conflito com Sam Wilson. Quando Lang retorna, Pym conta a verdade sobre a morte da mãe de Hope, ela se sacrificou para desativar um míssil nuclear russo. Durante a ação, Janet precisou diminuir tanto de tamanho que entrou no estado subatômico. Pym adverte a Scott que o mesmo pode acontecer com ele, caso tente alterar a regulagem do traje.
Em seu laboratório, Cross consegue encolher com segurança uma ovelha ao tamanho de um inseto, ou seja, seu traje de Jaqueta Amarela já está quase pronto. Ele convida Pym pessoalmente para assistir ao comunicado oficial do lançamento do traje. Isso significa que Lang deve roubar o traje de Cross esta noite. Então, Scott traz sua antiga gangue e, juntamente com a ajuda de um enxame de formigas voadoras, Lang se infiltra no edifício da Pym Tech, sabota os servidores e planta explosivos. Quando ele tenta roubar o traje do Jaqueta Amarela é surpreendido, e cai em uma armadilha feita por Cross, que tinha antecipado o roubo. Cross, tendo os dois trajes do Homem-Formiga e do Jaqueta Amarela, planeja vender a tecnologia para Hidra. Lang consegue sair da armadilha e mata os agentes da Hidra, Cross consegue escapar, e os explosivos destroem a Pym Technologies.
Enfurecido, Cross veste o traje do Jaqueta Amarela e luta contra Lang. Lang consegue jogar Cross em um mata-mosquitos, mas é preso por Paxton antes que ele possa destruir o traje. Então, Cross consegue sair do mata-mosquitos e vai até a casa de Maggie para sequestrar Cassie. Lang chega, e depois eles lutam. Lang consegue sabotar o traje do Jaqueta Amarela se encolhendo até o tamanho sub-atômico. Isso faz com que Cross encolha de forma incontrolável para o nada. Lang consegue escapar do encolhimento sub-atômico e volta ao tamanho normal depois de mexer na regulagem do traje. Em gratidão pelo heroísmo de Lang, Paxton limpa a ficha criminal de Scott. Vendo que Lang sobreviveu e retornou do modo subatômico, Pym se pergunta se sua esposa está viva também. Mais tarde Luis fala pra Scott que tem uma suposta "equipe" procurando por um "cara que encolhe."
Em uma cena no meio dos créditos, Pym mostra a Hope um protótipo de um novo traje da Vespa. Em uma cena pós-créditos, Sam Wilson e Steve Rogers mantém Bucky Barnes sob sua custódia. Logo depois, os dois decidem não informar à Tony Stark. Wilson afirma que ele sabe a quem deve informar.

## Elenco

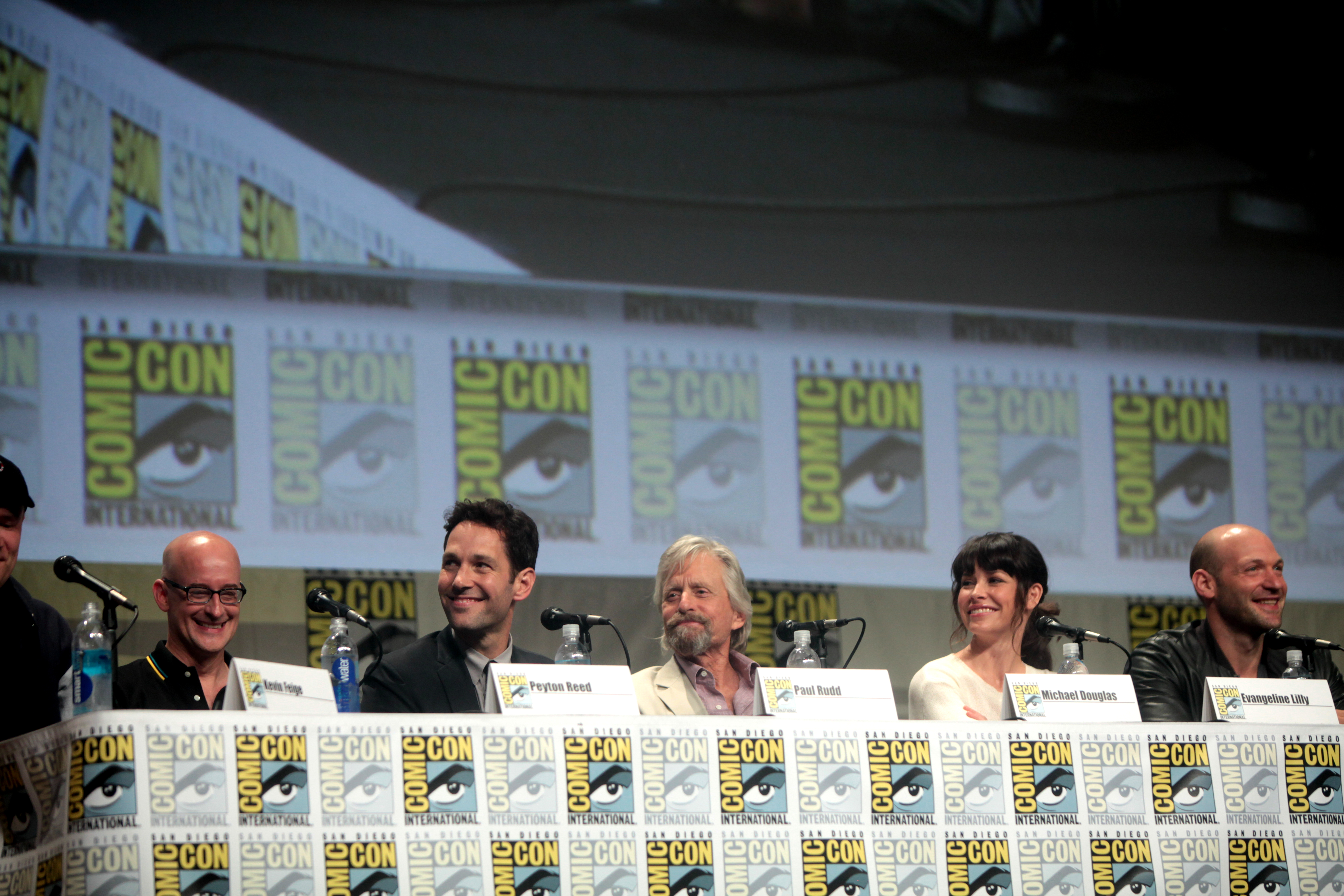
(E-D) Peyton Reed (diretor), Paul Rudd, Michael Douglas, Evangeline Lilly, e Corey Stoll na San Diego Comic-Con 2014

- Paul Rudd como Scott Lang / Homem-Formiga
- Evangeline Lilly como Hope Van Dyne
- Michael Douglas como Hank Pym
- Corey Stoll como Darren Cross / Jaqueta Amarela
- Michael Peña como Luis
- Bobby Cannavale como Paxton
- T.I. Harris como Dave
- David Dastmalchian como Kurt
- Anthony Mackie como Sam Wilson / Falcão
- John Slattery como Howard Stark
- Hayley Atwell como Peggy Carter
- Judy Greer como Maggie
- Abby Ryder Fortson como Cassie Lang
- Lyndsi LaRose como Emily
- Gregg Turkington como Dale
- Martin Donovan como Mitchell Carson
- Hayley Lovitt como Janet van Dyne / Vespa
- Wood Harris como Gale

## Produção

### Desenvolvimento
Logo após o Universo Marvel Cinematográfico ser formado em 2008 e o filme dos Vingadores ser anunciado em 2010, houve muita especulação sobre quais heróis que apareceriam no filme. A Marvel anunciou em 2011 que o filme seria estrelado pelos vingadores fundadores, incluindo Homem-Formiga e a Vespa, e em seguida, foi informado sobre a produção de um filme onde os dois heróis apareceriam sob o título de Homem-Formiga.

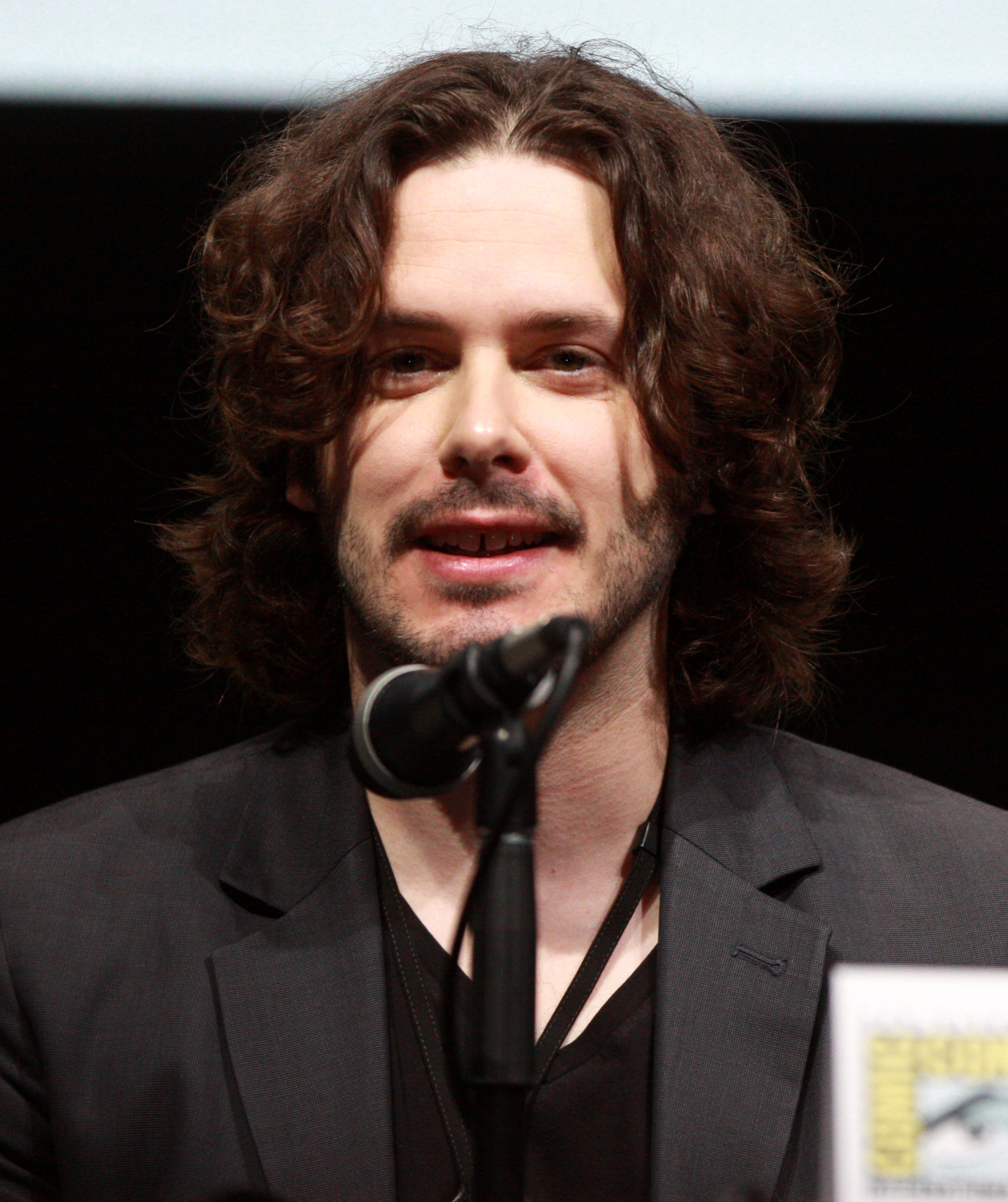
Edgar Wright

Desde 2006, o diretor Edgar Wright mostrou o seu interesse para a Marvel para dirigir o filme. Então em 2008 a Marvel o contratou para dirigir, aumentando assim a expectativa dos herois fazerem uma aparição em Os Vingadores. Houve rumores de que a data de lançamento poderia ser no verão de 2011.
No entanto, este fato não ocorreu pois a Marvel anunciou a data dos Vingadores, que seria em 04 de maio de 2012, deixando para futuras entregas de ambos os heróis e substituindo-os pelo Gavião Arqueiro e pela Viúva Negra, que já havia aparecido no filme Homem de Ferro 2.
A Disney e a Marvel, meses após o lançamento de Os Vingadores, anunciou a "Fase dois" da Marvel, confirmando Homem de Ferro 3, "Thor 2" e "Capitão América 2" e o filme do Homem-Formiga com data de lançamento para o verão de 2014, com o roteiro que Joe Cornish e Edgar Wright havia escrito a alguns anos atrás.
Durante a Comic-Con 2012, no mês de setembro, os filmes da "Fase dois", com os nomes oficiais e suas respectivas datas de lançamentos, foram exibidos e assim confirmados: Homem de Ferro 3 (2013), Thor: The Dark World (2013), Captain America: The Winter Soldier (2014), Guardiões da Galáxia (2014) e, finalmente, The Avengers: Age of Ultron (2015), novamente deixando Homem-Formiga para datas futuras e descartando a sua aparição no novo filme de Os Vingadores.
Em outubro de 2012, a Marvel anunciou que Homem-Formiga seria lançado nos Estados Unidos depois de Os Vingadores 2, em 6 de novembro de 2015.
Foi confirmado em 27 de janeiro de 2013 pela Marvel que o filme fará parte ainda da "Segunda Fase", encerrando a fase atual. Foi anunciado durante a Comic-Con de San Diego de 2012, e com estreia marcada para 6 de novembro de 2015. Em setembro de 2013,a Marvel Studios alterou a data de estreia do Homem-Formiga. O filme chegaria aos cinemas em 6 de novembro de 2015 e agora passou para 17 de julho de 2015.

### Pré-Produção
Em 19 de dezembro de 2013, Paul Rudd foi confirmado no elenco como Homem Formiga. Dias depois em 13 de janeiro de 2014 a Marvel anunciou que a contratação de Michael Douglas para viver o Dr. Hank Pym e definiu que Paul Rudd interpretaria Scott Lang. Em entrevista o presidente da Marvel Studios relatou sobre Michael Douglas: "Nós sabíamos que precisaríamos de um ator capaz de trazer peso e estatura para o papel que o personagem merece, e acrescentou: Nós nos sentimos incrivelmente aliviados quando Michael Douglas concordou em assumir o papel com o charme e a força que ele traz para cada personagem que incorpora, e não poderia ser mais estimulante ver o que ele fará para dar vida a Hank Pym".
Logo após o adiamento do filme que uniria Batman e Superman, a Marvel ocupou a data abandonada pelo crossover da Warner Bros. Homem-Formiga , que estava previsto para 31 de julho de 2015, foi adiantado em duas semanas,agora o filme esta com a estreia marcada para 17 de julho.
No dia 15 de janeiro o ator Michael Peña foi anunciado como um possível nome no elenco de Homem-Formiga. Embora o estúdio negue a negociação, as fontes do The Wrap dizem que o ator recebeu um convite para viver um personagem ainda não definido. Segundo o This Is Infamous, Peña pode interpretar, no passado, um dos dois vilões do filme. O personagem, chamado Castillo, estaria envolvido com a ditadura em Cuba e apareceria no caminho do Homem-Formiga original que nos anos 1960 colabora com o governo americano contra o comunismo. Quando a trama vem ao presente, surgiria o outro (e principal) vilão do filme, que poderia ter alguma relação com Castillo. Ainda nesta mesma semana o Tablóide Latino Review disse que o ator Clifton Collins Jr. já tem um lugar garantido no elenco. O The Hollywood Reporter reportou nas semanas seguintes que a atriz Evangeline Lilly estaria negociando para se juntar ao elenco. Ela deve ficar com o papel feminino principal, que antes tinha Rashida Jones entre as cotadas.
Em 9 de março o site Deadline informou que Patrick Wilson havia entrado para o elenco e, em entrevista ao site "Screen Rant", Wilson disse que não testou nenhum uniforme e que não poderia contar se seria herói ou vilão. Ele contou porém, que terá um "papel importante".
No dia 23 de maio de 2014 foi anunciado pela Marvel Studios que o diretor Edgar Wright não será mais o diretor, devido a um desentendimento de idéias, pois ele tinha uma visão diferente do filme, do que a Marvel planeja fazer. Sua saída, no entanto, foi amigável.  Poucos dias depois, em 6 de junho, o estúdio anunciou que o diretor Peyton Reed e o roteirista Adam McKay juntaram-se à produção do filme.
Em fevereiro de 2014, Wright twittou que Steven Price, que trabalhou no filme Gravidade, iria compor a trilha sonora de Homem Formiga.

## Recepção

### Comercial
Homem-Formiga arrecadou US$ 180,2 milhões na América do Norte e US$ 339,1 milhões em outros territórios, totalizando US$ 519,3 milhões em todo o mundo. A Deadline Hollywood calculou o lucro líquido do filme em US$ 103,9 milhões, contabilizando orçamentos de produção, marketing, participações de talentos e outros custos; as receitas de bilheteria e as receitas de mídia doméstica colocaram-no em 14º lugar na lista dos "blockbusters mais valiosos" de 2015.

### Crítica
No Rotten Tomatoes o filme possui uma taxa de aprovação de 82% com base em 342 resenhas, obtendo uma nota média 6,9/10 sob o seguinte consenso: "Conduzido por um desempenho encantador do Paul Rudd, Homem-Formiga oferece emoções maravilhosas em uma escala adequadamente menor- embora não tão bem quanto seus antecessores mais bem-sucedidos". No Metacritic, o filme tem uma pontuação média de 64 pontos em 100, baseada em 43 críticos, indicando "avaliações favoráveis".
Justin Chang, da Variety disse que o filme "sucede bem o suficiente como uma diversão genial e por vezes, deliciosa, baseada na sabedoria raramente atendida em Hollywood que menos realmente pode ser mais". Todd McCarthy do The Hollywood Reporter comentou: "Embora a dinâmica da história seja fundamentalmente boba e as coisas de família, com seu melodrama paralelo de pai e filha, sejam um apertar de botões elementar, um bom elenco liderado por um vencedor Paul Rudd coloca o absurdo de uma forma razoavelmente desarmante". Kenneth Turan do Los Angeles Times escreveu: "Brincalhão de maneiras inesperadas e agraciado com um senso de humor genuinamente descentralizado, Homem-Formiga (envolventemente dirigido por Peyton Reed) é leve da mesma forma que a edição padrão que os 'gigantes da Marvel' nunca são".

## Sequência
Nas cenas pós-créditos do filme Dr. Pym entrega a Hope, o uniforme que havia sido de sua mãe dando a expectativa para uma continuação. Em 2015 a Marvel anunciou várias estreias do Universo Cinematográfico Marvel da Fase 3, entre eles está Homem Formiga e a Vespa marcado para estreia no dia 5 de julho de 2018.
Na outra cena pós-créditos, indica uma sequência indireta com Lang sendo um membro da equipe do Capitão América em Guerra Civil.